# Mathilde Juncker
Mathilde Rahbek Juncker (født 3. marts 1993 i Roskilde) er en dansk håndboldspiller, der spiller for Randers HK. Hun kom til klubben i 2017. Hun har tidligere optrådt for FIF og SK Aarhus. Hun har flere U-landsholdskampe på CV'et, og vandt guld ved U18-OL i Singapore i 2010. 
Hun fik d. 8. oktober 2015 debut på det danske udviklingslandshold (B-landshold) i en kamp mod Norges rekrutjenter (B-landshold). I denne kamp blev hun desuden kåret som kampens spiller. Mathilde havde sin debut på A-landsholdet i forsommeren 2016, hvor hun spillede 2 EM-kval kampe hhv. mod Tyrkiet og Portugal. 
Til dagligt læser Mathilde geologi på Aarhus Universitet.